# Liste der Monuments historiques in Alliancelles
Die Liste der Monuments historiques in Alliancelles führt die Monuments historiques in der französischen Gemeinde Alliancelles auf.

## Liste der Objekte
| Bezeichnung                   | Beschreibung                   | Standort                           | Kennzeichnung | Schutzstatus | Datum | Bild |
| ----------------------------- | ------------------------------ | ---------------------------------- | ------------- | ------------ | ----- | ---- |
| Pietà (1)                     | Stein, 16. Jahrhundert         | in der Kirche St-Remi (Lage)       | PM51003214    | Inscrit      | 1983  |      |
| Skulptur Madonna mit Kind (1) | Holz, 16. Jahrhundert          | in der Kirche St-Remi (Lage)       | PM51000004    | Classé       | 1911  |      |
| Pietà (2)                     | Stein, 16. Jahrhundert         | in der Kirche St-Remi (Lage)       | PM51000005    | Classé       | 1984  |      |
| Skulptur Madonna mit Kind (2) | Stein, 17. Jahrhundert         | außen an der Kirche St-Remi (Lage) | PM51002104    | Inscrit      | 1983  |      |
| Kanzel                        | Holz, 17. oder 18. Jahrhundert | in der Kirche St-Remi (Lage)       | PM51003133    | Inscrit      | 1982  |      |